# Płaszewo
Płaszewo (kaszb. Kaszëbsczé Płaszewò, niem. Wendisch Plassow) – wieś w Polsce położona w województwie pomorskim, w powiecie słupskim, w gminie Kobylnica.
W latach 1975–1998 miejscowość administracyjnie należała do województwa słupskiego.

## Nazwa
Nazwa miejscowości, wzmiankowana po raz pierwszy w 1388 w formie Plassow, ma pochodzenie słowiańskie i charakter dzierżawczy. Powstała przez dodanie do nazwy osobowej *Płasz formantu -ewo (por. Płaszów). Niemiecka nazwa Wendisch Plassow jest adaptacją fonetyczną pierwotnej nazwy słowiańskiej z wyróżnikiem wendisch „wendyjski”, pozwalającym odróżnić ją od nieodległej miejscowości Deutsch Plassow „Płaszewko”. Odnotowany w 1563 wariant Plassenburgk jest hybrydą dwóch elementów: Plassen, będącego adaptacją fonetyczną nazwy słowiańskiej i Burg „fort, zamek, gród”.
Rada Języka Kaszubskiego proponuje kaszubską formę nazwy Płaszewò.